# ريد بول ستراتوس
ريد بل ستراتوس هو مشروع القفز من حافة الفضاء للنمساوي فيلكس بومغارتنر والكولونيل المتقاعد في الجيش الأمريكي جوزيف کیتینغر.القفز سوف يكون في ارتفاع 37 كم في طبقة الستراتوسفير فوق روزويل. سوف يكون الانطلاق من نيو مكسيكو ببالون معبئ بالهيليوم. نجح فليكس بالقفز من على ارتفاع 39 كيلومترا (24 ميل) من حافة الفضاء إلى الأرض بسرعة أكثر من 1000 كيلو متر بالساعة وبكذلك يكون فليكس أول شخص يكسر حاجز الصوت بدون استخدم سيارات أو كهرباء أو مركبات.كان وقت الفقز المقرر هو 6 دقائق ولكن بعد مرور 4:22 دقيقة فك فليكس المظلة اجمالي وقت القفزة هو 10 دقائق.

## فريق العمل
- آرت طومسون، مدير المشروع
- فيلكس بومغارتنر، مغامر
- دون داي، خبير الأرصاد الجوية للمشروع
- جوزيف کیتینغر، مستشار المشروع

## عن المنطاد
- أكبر منطاد على الإطلاق للرحلات المأهولة.
- مصنوع من شرائط البولي إيثيلين عالية الأداء.
- يبلغ ارتفاعه 230 متر.
- بلغ ارتفاعه عندما وصل إلى ارتفاع القفز 334 قدم (102 متر)
- يبلغ حجمه 850 ألف متر مكعب.
- يبلغ سُمكه 0.0008 بوصة فقط (أقل في السُمك 10 مرات من كيس ساندويتش بلاستيكي).
- بلغ قطره عندما وصل إلى ارتفاع القفز 424 قدم (129 متر).
- يبلغ وزنه وهو فارغ 3708 رطل أي 1682 كيلوجرام.

## عن شرائط البولي إيثيلين
هي شرائط بلاستيكية إذا ما تم فردها بشكل مستو على الأرض فستغطي مساحة 40 فدانًا.

## عن الكبسولة
- تزن 1315 كيلو جرام.

## هدف المشروع
- تطوير معرفتنا العلمية عن طبقة ستراتوسفير.
- كيفية مواجهة جسم الإنسان للظروف القاسية بحافة الفضاء.